# Subkowy Wieś
Subkowy – projektowany kolejowy przystanek osobowy w Subkowach, w województwie pomorskim, w Polsce.